# 京都学生広報部
京都学生広報部（きょうとがくせいこうほうぶ）は、京都市と公益財団法人大学コンソーシアム京都の協働により2015年9月1日に創設された京都の大学に在籍する学生で構成される団体である。

## 概説
少子高齢化に伴う18歳人口の減少による大学間での競争激化（2018年問題）を背景に、「京都の大学へ進学したい」と思ってもらえるよう、大学生の視点から多くの大学・短期大学が存在する京都やそこでの学生生活の魅力を日本全国の中学生・高校生に発信することを目的として設立された。活動は主にSNS・ウェブサイト・イベントなどを通して行われ、2015年の結団時点では12の大学から60人の学生が参加している。
京都市が策定した「『はばたけ未来へ！ 京プラン』実施計画第2ステージ（平成28 - 32年度）」に基づく事業の1つでもある。2015年9月1日に京都市役所第1応接室において「結団式」が開催され、同年10月1日に公式ウェブサイト「コトカレ」が開設された。

## 組織体制
学生のメンバーは大学コンソーシアム京都に加盟している京都の大学在学中の有志の学生によって構成されている。また、学生は以下の中のいずれかのチームに所属し活動を行なっている。その他、学生を支援する立場として、外部メンターや定期的に外部講師を招いてのプログラムなども実施することが他の団体に比べて違う特徴となる。
- 編集チーム - コトカレに掲載されている記事の企画・取材・執筆などを行う
- PRチーム - 京都学生広報部の広報・宣伝を行い、イベントの企画・実施などを行う。

上記以外にもプロジェクト毎でチームが結成される場合がある。